# José Ángel Valdés Díaz
José Ángel Valdés Díaz conegut com a José Ángel o Cote,(Gijón, 5 de setembre de 1989) és un futbolista asturià, que ocupa la posició de defensa i juga actualment al Real Sporting de Gijón.

## Trajectòria esportiva
Després de militar al Roces i a La Braña, recala a la categories de base de l'Sporting de Gijón, tot passant pels seus diversos filials. El 8 de febrer del 2009 debuta a Primera Divisió amb els asturians en un partit contra el FC Barcelona. Eixe any acaba la temporada sumant 13 partits i un gol, marcant front el Deportivo de La Corunya.
L'estiu del 2011 va fer el salt a l'AS Roma de Luis Enrique Martínez García.

## Selecció estatal
Ha estat internacional amb seleccions espanyoles inferiors; amb la sub-20 ha guanyat la medalla d'or dels Jocs del Mediterrani de 2009.
El juny de 2011 formà part de la selecció espanyola de futbol Sub-21 que va guanyar el Campionat d'Europa de futbol sub-21 de 2011, celebrat a Dinamarca.